# Réseau hydrographique de la Charente
Le réseau hydrographique de la Charente est l'ensemble des éléments naturels (rivières) ou artificiels (canaux), drainant le territoire du département de la Charente (région Nouvelle-Aquitaine, France). Il regroupe ainsi des cours d'eau ou canaux situés entièrement ou partiellement en Charente.
Le réseau hydrographique s’étend sur un linéaire de près de 2 000 km de cours d'eau dont 73 de longueur supérieure à 10 km.

## Caractéristiques

### Cours d'eau

#### Notion de cours d'eau
Jusqu'en 2016, aucun texte législatif ne définissait la notion de cours d’eau. Ce n'est qu'avec la loi du 8 août 2016 pour la reconquête de la biodiversité, de la nature et des paysages que cette lacune est comblée. L'article 118 de cette loi insère un nouvel article L. 215-7-1 dans le code de l'environnement précisant que « constitue un cours d'eau un écoulement d'eaux courantes dans un lit naturel à l'origine, alimenté par une source et présentant un débit suffisant la majeure partie de l'année. L'écoulement peut ne pas être permanent compte tenu des conditions hydrologiques et géologiques locales. ». Ainsi les trois critères cumulatifs caractérisant un cours d'eau sont :
- la présence et la permanence d’un lit naturel à l’origine, ce qui distingue les cours d’eau (artificialisés ou non) des fossés et canaux creusés par la main de l’homme ;
- l’alimentation par une source ;
- la permanence d’un débit suffisant une majeure partie de l’année, critère qui doit être évalué en fonction des conditions climatiques et hydrologiques locales.

#### Bassins versants et cours d'eau
Les bassins hydrographiques sont découpés dans le référentiel national BD Carthage en éléments de plus en plus fins, emboîtés selon quatre niveaux : régions hydrographiques, secteurs, sous-secteurs et zones hydrographiques. Le département est découpé en trois régions hydrographiques : « la Loire de la Vienne à la Maine », au nord-est du département au sein du bassin Loire-Bretagne, « la Charente » et la « Dordogne » au sein du bassin Adour-Garonne.
Les secteurs et sous-secteurs peuvent être regroupés dans des bassins versants homogènes. Dans le bassin Adour-Garonne, un découpage hydrographique spécifique a été défini pour les eaux de surface par le SDAGE 1996 et conservé dans le SDAGE 2010 puis 2016 : les unités hydrographiques de référence (UHR). La logique de définition repose sur les trois points suivants : une cohérence hydrogéographique forte, une taille moyenne et un bon cadrage de ces unités par les réseaux nodaux du SDAGE (qualité et quantité).
Le territoire départemental peut ainsi être décomposé en trois grands bassins versants et cinq UHR :
- le bassin de la Loire, d'une très grand superficie (117 000 km2) et qui s'étend sur plus de 20 % du territoire national, avec, dans le département de la Charente, une très petite partie au nord-ouest du département, drainé par la Vienne ;
- le bassin de la Charente, le plus petit bassin versant d’Adour-Garonne (10 549 km2), occupe une grande partie ouest et centre du territoire départemental et se répartit dans le département en trois UHR : Charente amont (2 790 km2), drainée par la Charente et la Bonnieure, Charente aval (3 460 km2), drainée par la Charente et le Né, et Tardoire-Touvre (1 550 km2), drainée par la Tardoire, le Bandiat et la Touvre[4] ;
- le bassin de la Dordogne, plus grand bassin versant d'Adour-Garonne (24 000 km2) après celui de la Garonne, occupe le sud du département et se subdivise en deux UHR : Dronne, drainée par la Dronne, la Lizonne et l'Auzonne, et Dordogne atlantique, drainée par le Lary et le Palais.

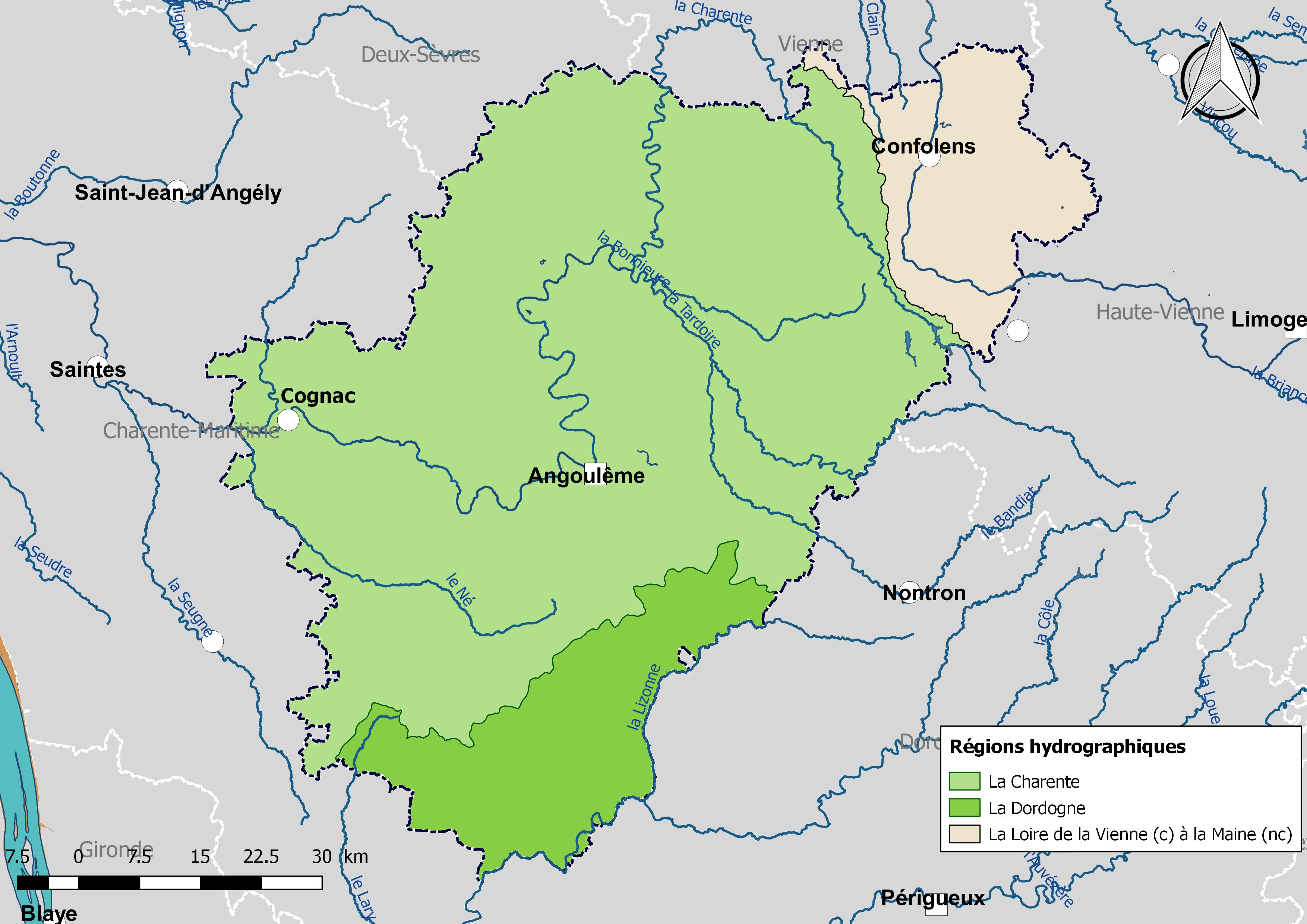
Le territoire de la Charente est découpé en trois régions hydrographiques.
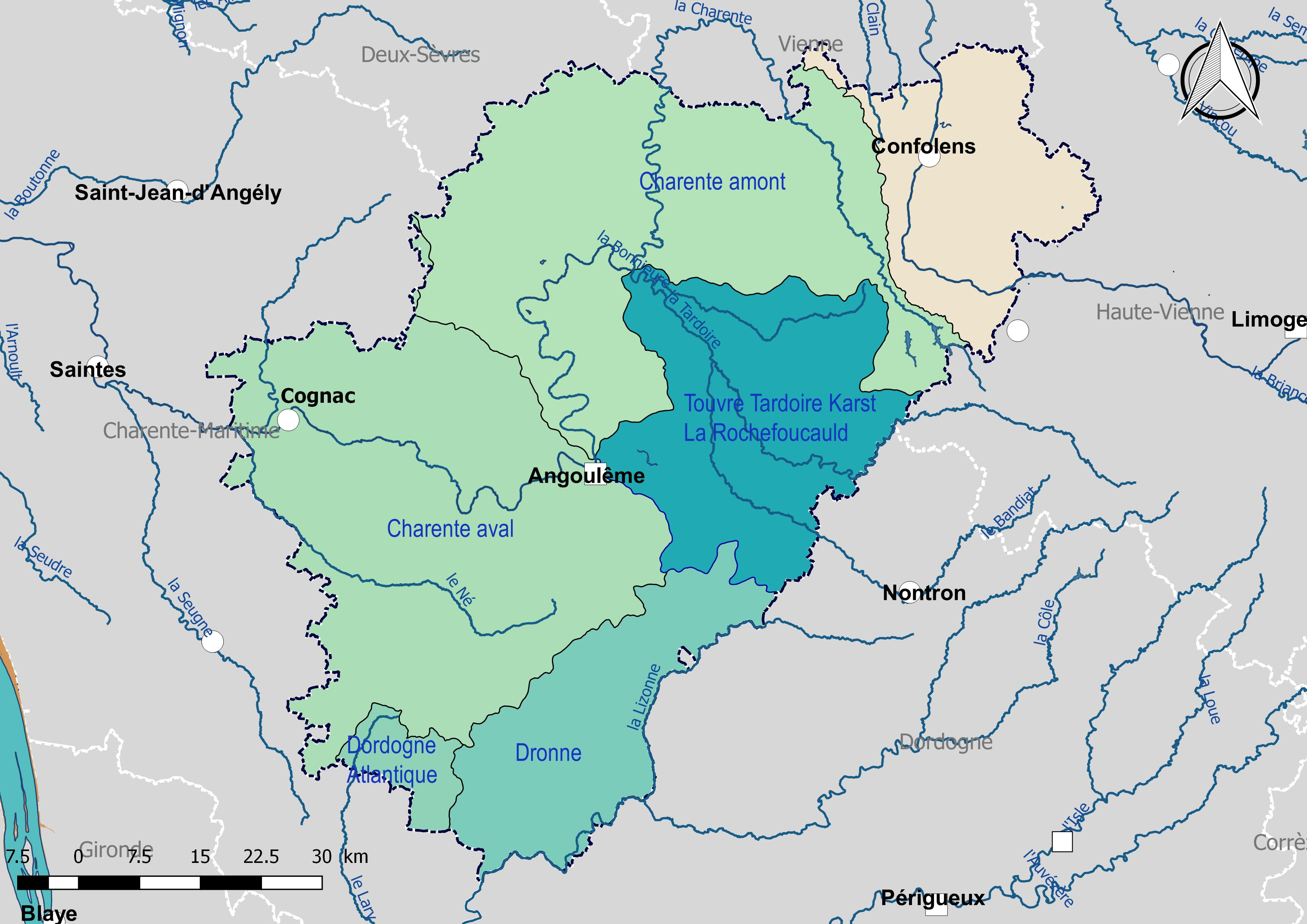
Les unités hydrographiques de référence de la Charente.

Le réseau hydrographique s’étend sur un linéaire de près de 2 000 km de cours d'eau dont 73 de longueur supérieure à 10 km .

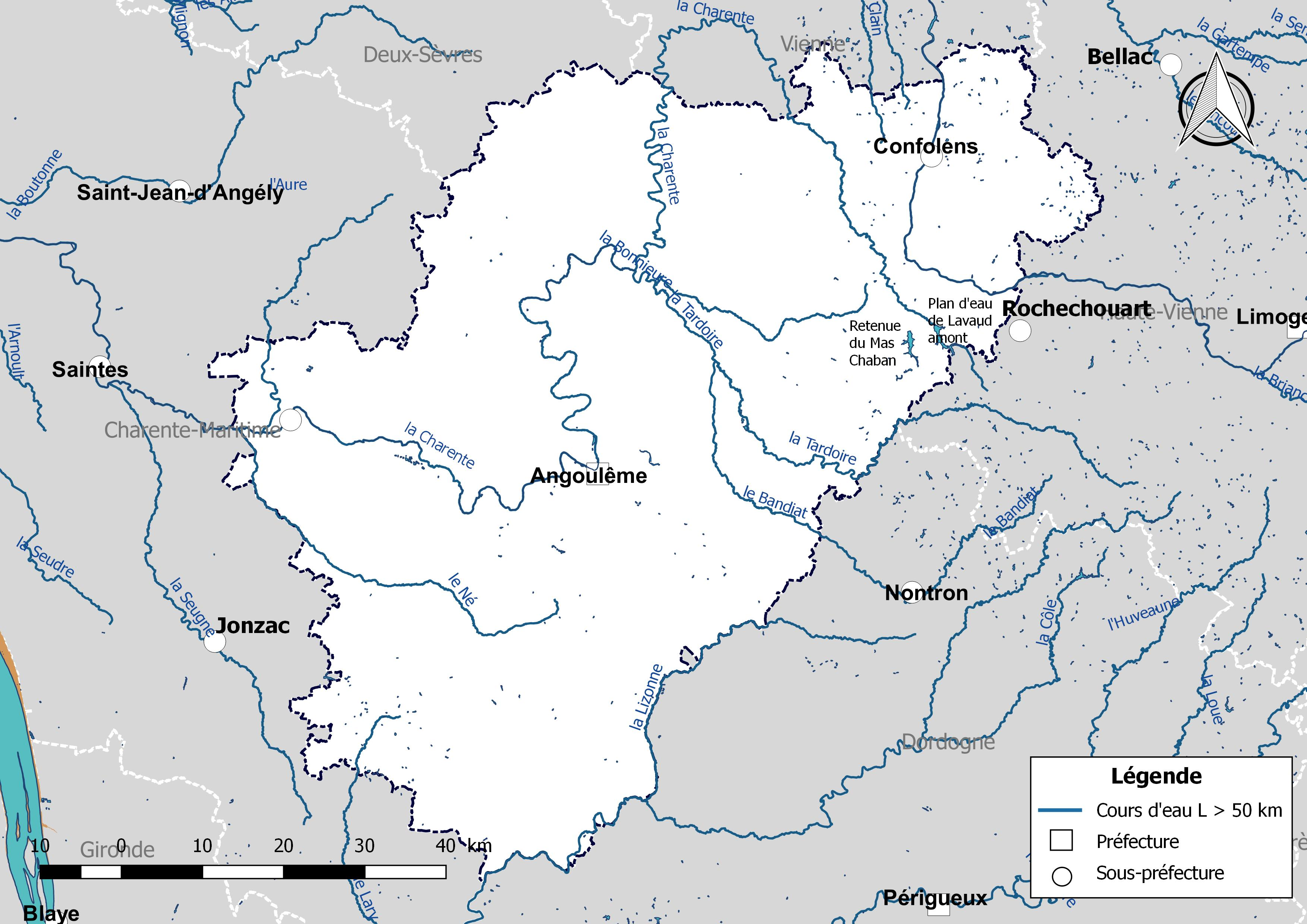
Carte des cours d'eau de longueur supérieure à 50 km de la Charente.
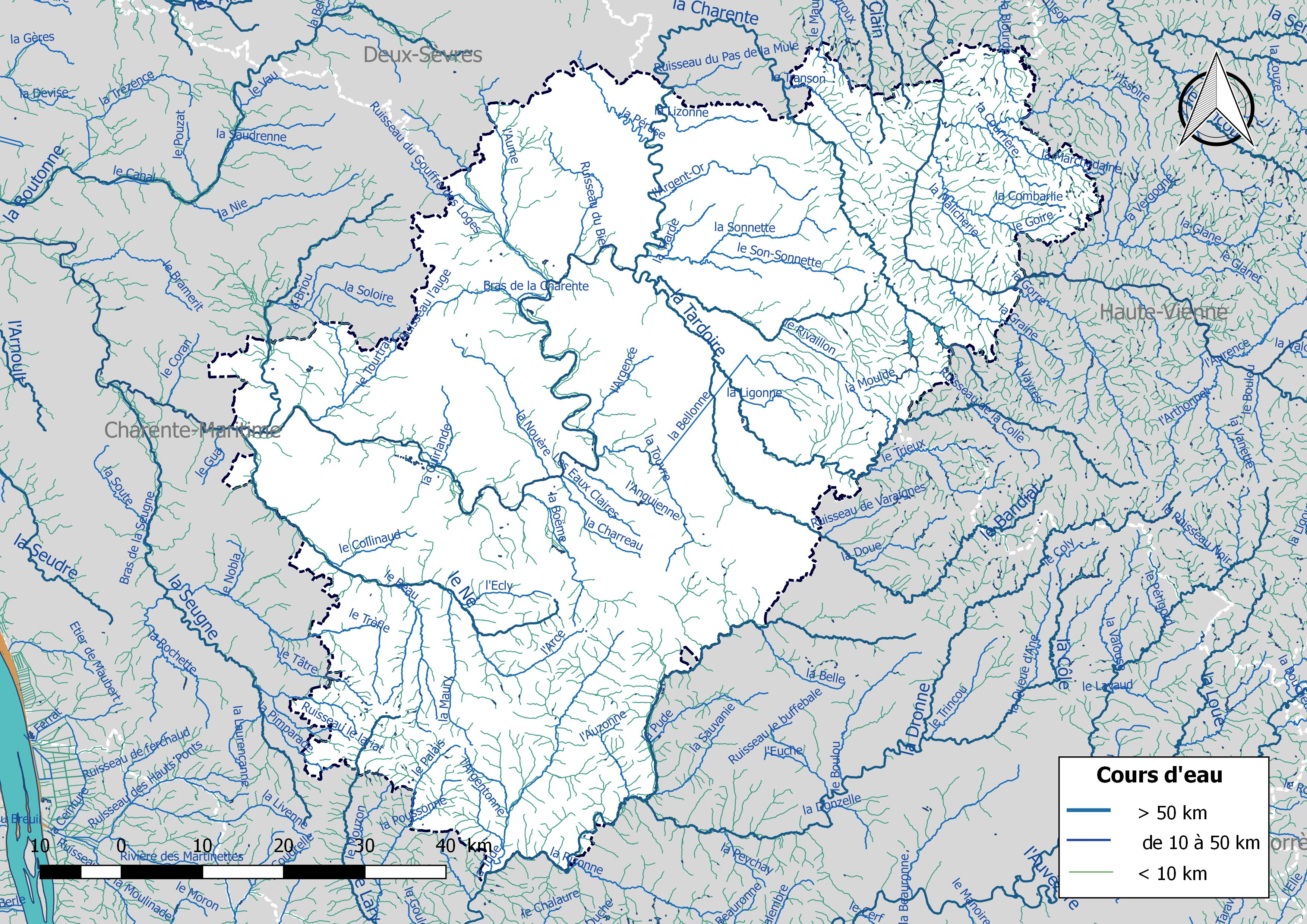
Carte de l'ensemble du réseau hydrographique de la Charente.

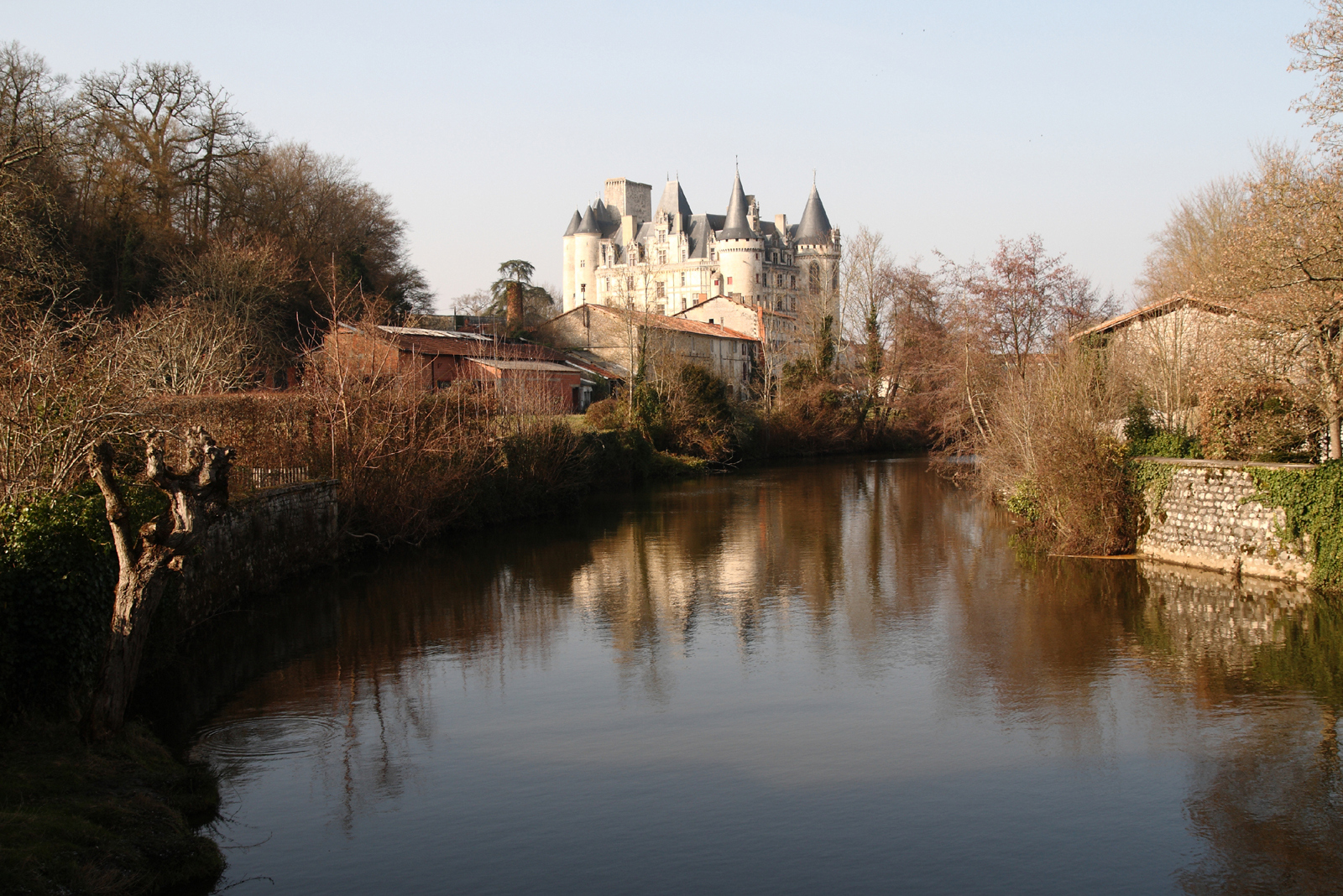
La Tardoire et le château de La Rochefoucauld.
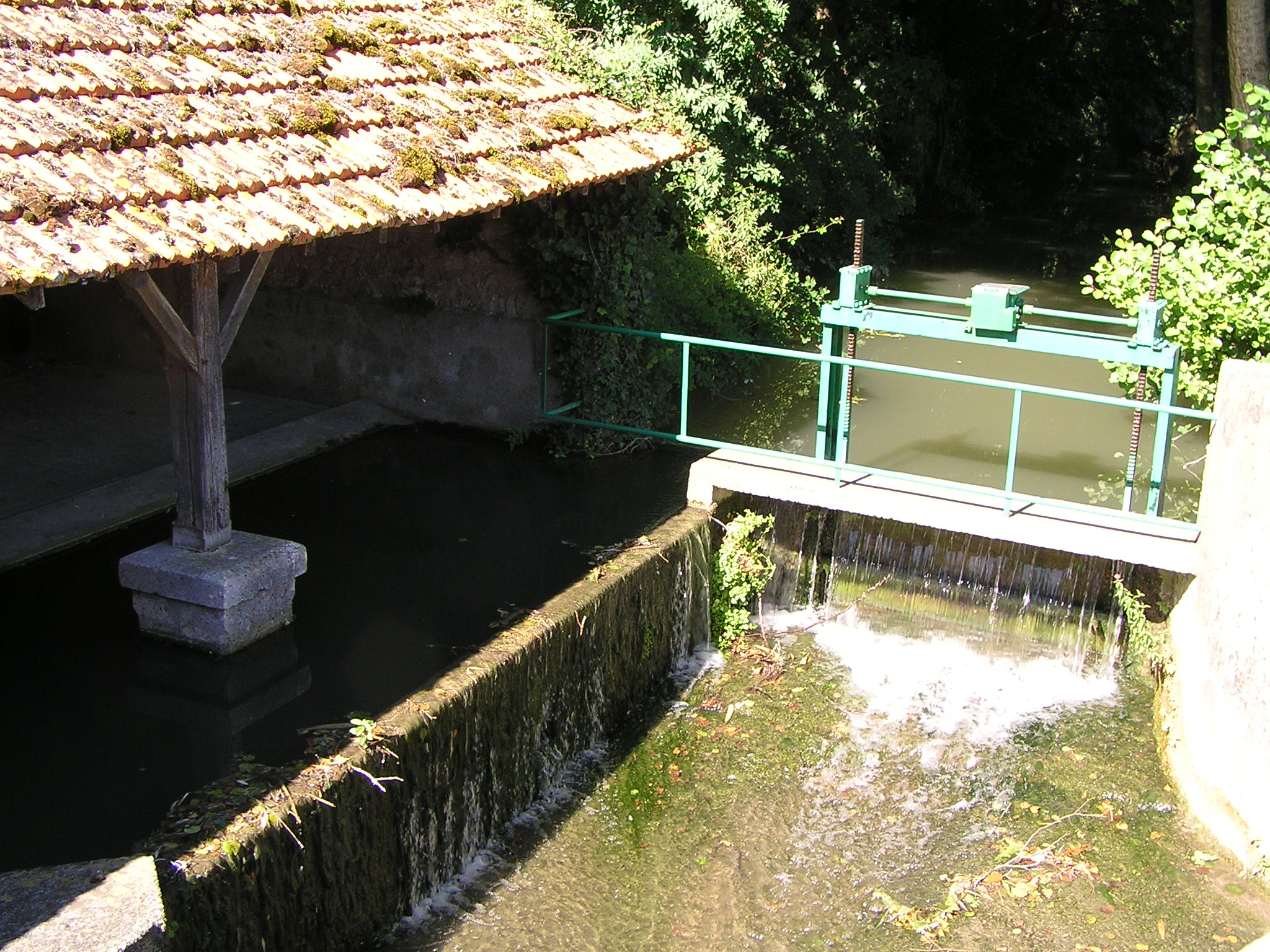
Le Né à Blanzac-Porcheresse.
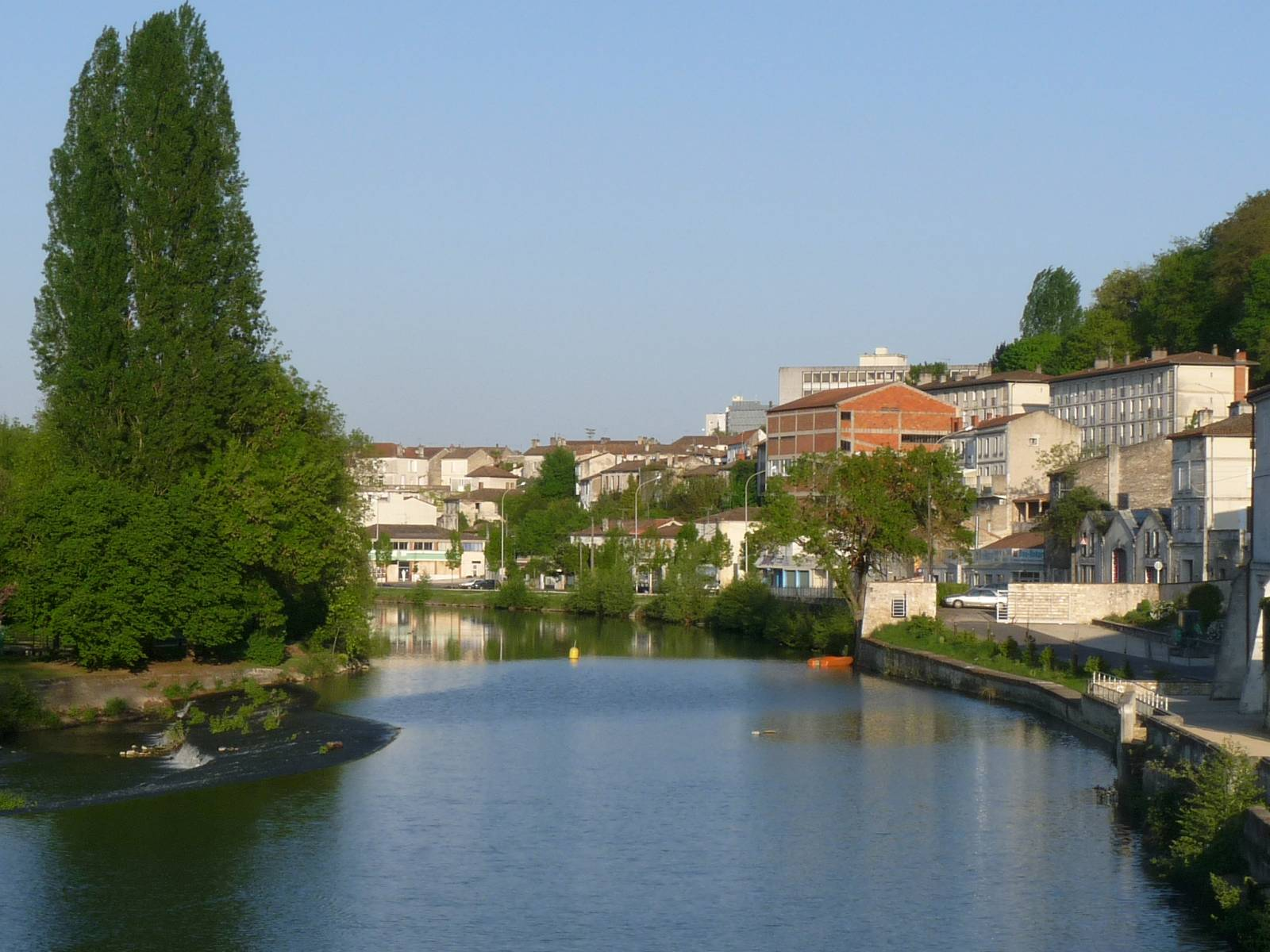
La Charente au sud du port l'Houmeau, Angoulême.
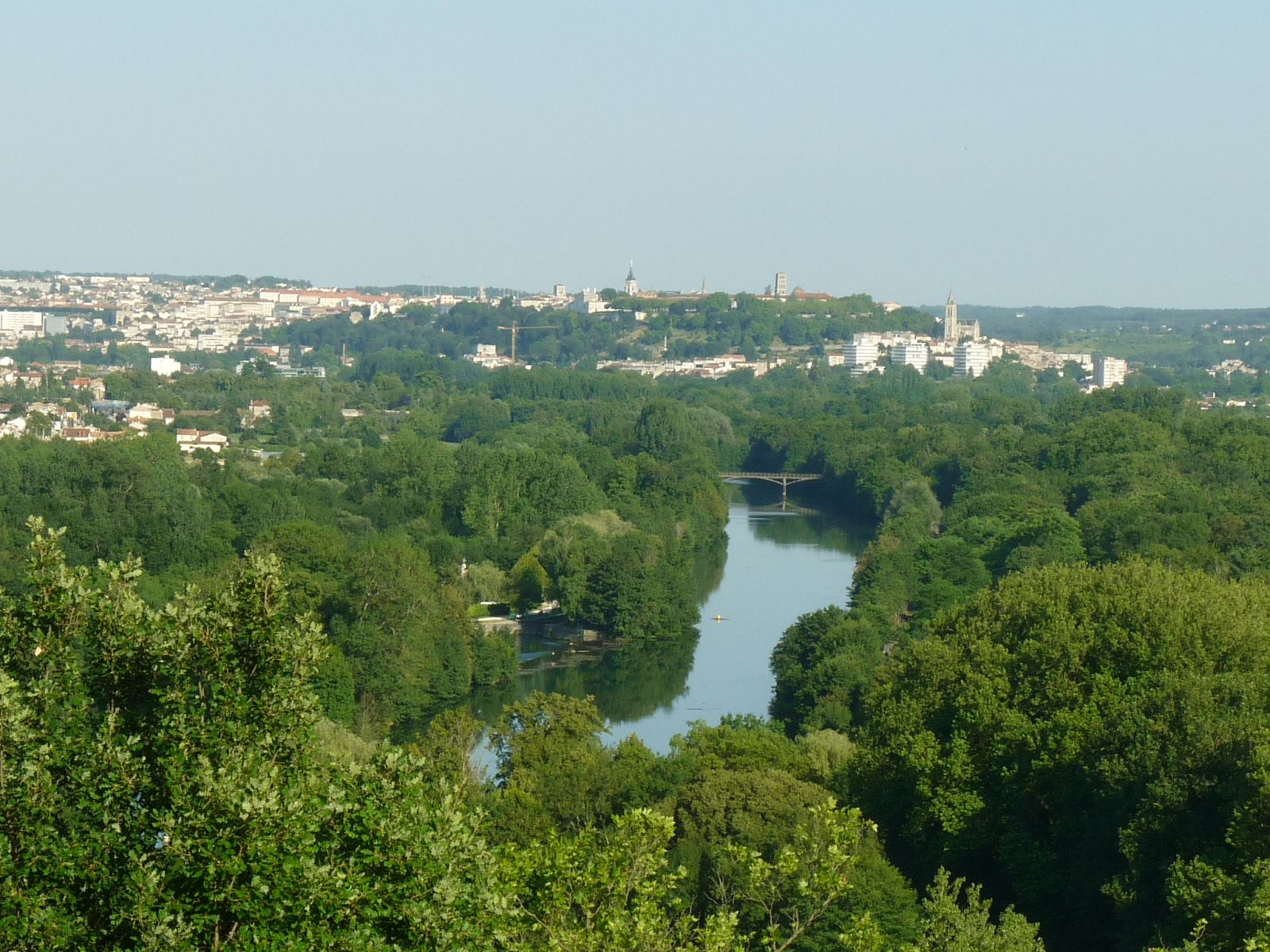
Vallée de la Charente aux abords d'Angoulême.

#### Hydrologie des principaux cours d'eau
Les données hydrologiques des principaux cours d'eau du département des Deux-Sèvres sont acquises grâce à un ensemble de 35 stations de mesure et stockées dans une base de données nationale dénommée Banque Hydro. Les hauteurs d'eau sont mesurées à des pas variables et permettent de calculer, par station, les débits instantanés, journaliers, mensuels, etc. à partir des valeurs de hauteur d'eau et des courbes de tarage (relations entre les hauteurs et les débits). Ces valeurs sont actualisées à chaque mise à jour d'une hauteur ou d'une courbe de tarage (addition, précision supplémentaire, correction, etc.). Ces 26 stations de mesures sont les suivantes :

#### Cartographie des cours d'eau au titre de la police de l'eau
En lien avec la loi pour la reconquête de la biodiversité, de la nature et des paysages, publiée au Journal officiel du 9 août 2016, définissant la notion de cours d’eau, une instruction du gouvernement du 3 juin 2015 demande aux services d’État de mettre en place une cartographie du réseau hydrographique dans chaque département, afin de permettre aux riverains concernés de distinguer facilement les cours d’eau des fossés, non soumis aux mêmes règles : une intervention sur un cours d’eau allant au-delà de l’entretien courant ne peut en effet se faire que dans le cadre d’une déclaration ou autorisation « loi sur l’eau ». Concernant la Charente, un comité de pilotage regroupant l'ensemble des partenaires et intervenants sur l'eau a été mis en place le 29 juin 2015. Un groupe technique a été créé (DDT, ONEMA, SIAH) afin de rassembler l'ensemble des informations (superposition des différentes cartes disponibles). Une carte statique de repérage des cours d'eau est disponible depuis 2016. Une cartographie interactive est disponible sur le SIGORE, le portail cartographique de l'environnement en région Nouvelle-Aquitaine.

#### Domaine public fluvial
Les seuls cours d'eau domaniaux dont les berges et le fond appartiennent et sont entretenus par l’État sont :

### Plans d'eau et milieux aquatiques

#### Plans d'eau
L'appellation plans d'eau désigne l'ensemble des retenues d'eau stagnante, d'eau plane, quelle que soit leur surface (minimale ou maximale) et quelle que soit leur profondeur et comprend donc aussi bien les trous d'eau de quelques dizaines ou centaines de m2 que les grands lacs. Les étangs sont extrêmement nombreux et disséminés. L'imperméabilité transforme toutes les anciennes carrières d'argile et autres excavations après extraction, mais aussi les sablières du Sud-Charente en plans d'eau et étangs de pêche. Certains de ces étangs sont des ZNIEFF où sont effectués des comptages d'oiseaux (étangs d'Orlut sur Cherves-Richemont par exemple).
Les lacs de Haute-Charente, ont été créés par deux barrages, le barrages du Mas Chaban et le barrage de Lavaud construits en 1989 et 1990. Le lac de Lavaud est situé sur la Charente. Le lac du Mas-Chaban situé à 3,5 km à l'ouest est sur la Moulde, à 3 km en amont de la confluence Charente/Moulde sur les communes de Lésignac-Durand et Massignac. Ils occupent 400 hectares et ont pour but de soutenir l'étiage du fleuve durant l'été. Les autres principaux plans d'eau sont les suivants : le plan d'eau de la Grande Prairie (30 ha), le Domaine de la Grole (10 ha), l'Étang de Brigueuil (10 ha), l'Étang de la Chauffie (7 ha), l'Étang du moulin de planchas (6 ha), l'Étang Arnaud (5 ha), le lac des Saules (2 ha), le plan d'eau du Bois Jardinet (2 ha) .

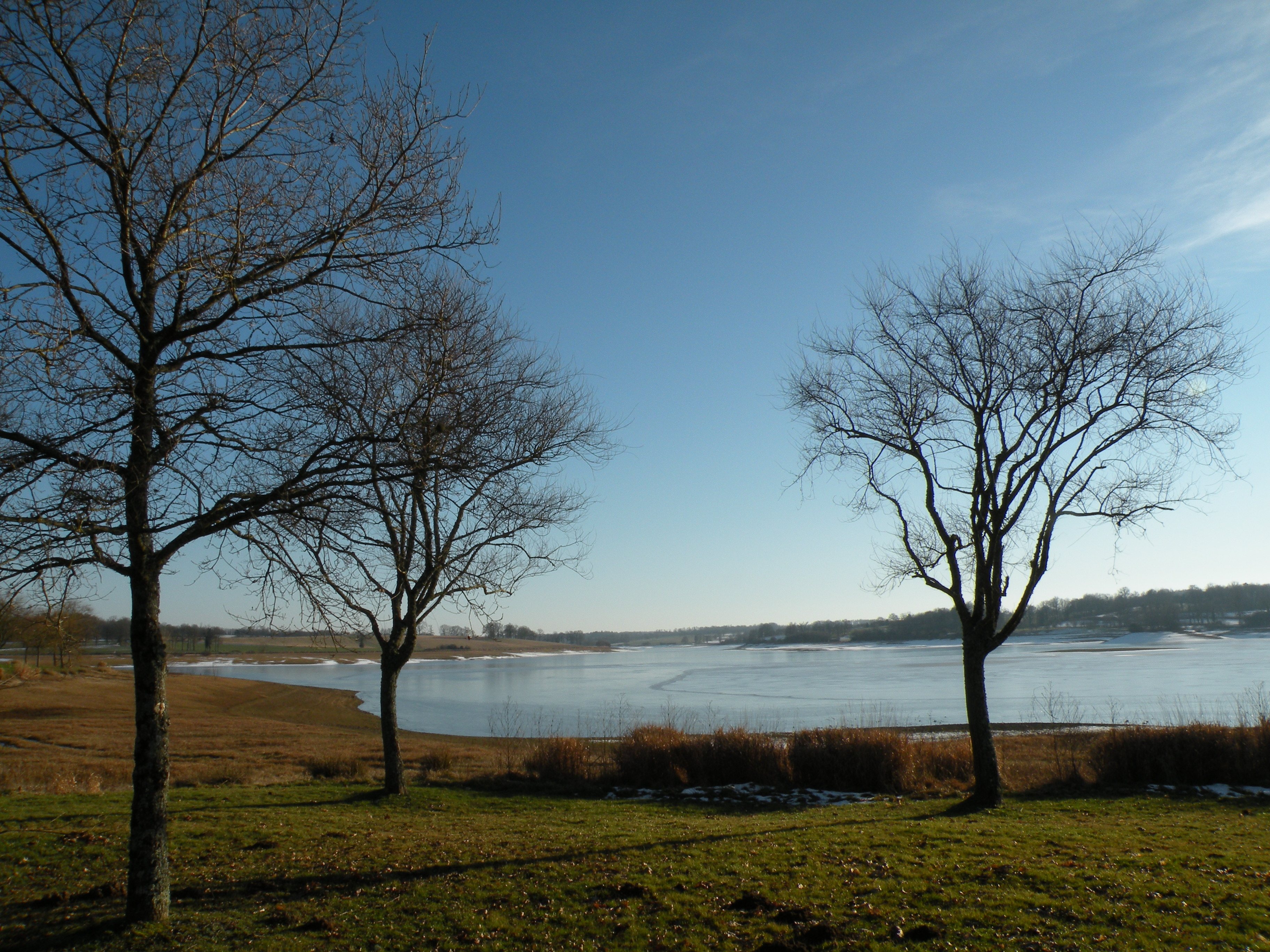
Le lac de Lavaud en hiver.
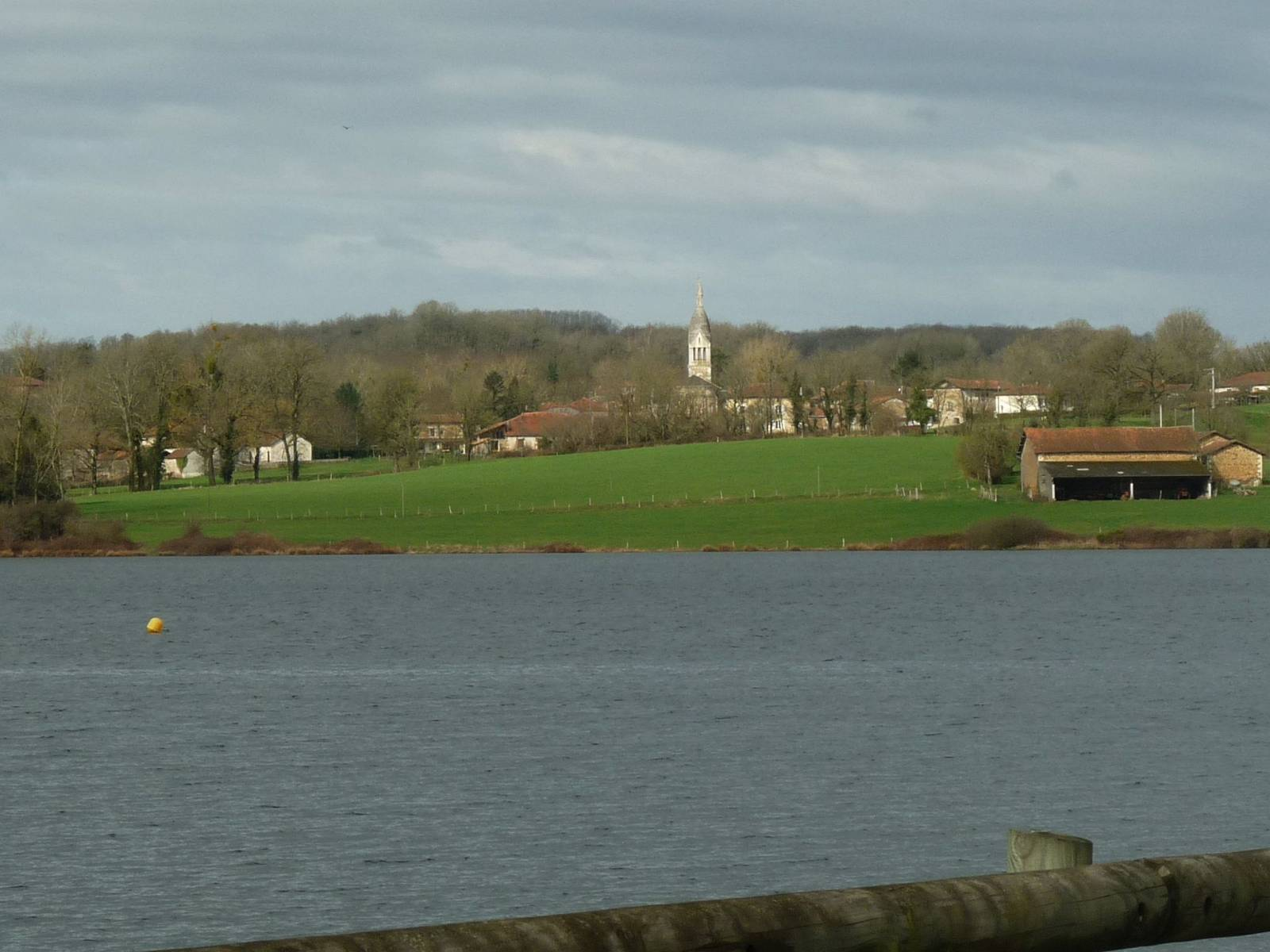
Le lac du Mas Chaban devant Lésignac-Durand.

#### Milieux humides
A la différence des cours d’eau, les eaux des mares et étangs sont stagnantes. La profondeur est faible de sorte que la lumière, qui permet la photosynthèse, pénètre souvent jusqu’au fond.
Les zones de marais étaient nombreuses dans l'ouest du département (comme l'attestent les toponymes « pallud »). Il s'agissait des vallées du Né et de l'Antenne et de zones inondables transformées en étang autour du Fossé du Roy ainsi que d'une vaste zone dans le secteur de Gensac-la-Pallue (à la Pallue, il y a deux marais, de Rulle et Grand marais et une rivière naît d'une source dans les marais). Actuellement on étudie la faisabilité de rendre à ces marais leur rôle de zones d'expansion du fleuve Charente et ainsi de diminuer l'impact des inondations dans les zones bâties. De 1998 à 2002, Poitou-Charentes Nature a engagé un programme régional d’inventaire des mares du Poitou-Charentes, avec l’aide de ses associations membres et de leurs bénévoles. Le nord-ouest et le sud-ouest du territoire départemental présente une densité importante de mares.

## Gouvernance de bassin

### Bassins administratifs
La gestion de l’eau, soumise à une législation nationale et à des directives européennes, se décline par bassin hydrographique, au nombre de sept en France métropolitaine, échelle cohérente écologiquement et adaptée à une gestion des ressources en eau. La Vienne est découpé en deux bassins : le bassin Loire-Bretagne sur la plus grande partie du territoire et le bassin Adour-Garonne, qui sont à la fois des circonscriptions administratives de bassin, territoires de gestion dont les limites sont des limites communales, et des bassins hydrographiques, territoires hydrographiques dont les limites sont des lignes de partage des eaux. Chaque circonscription de bassin, également appelée bassin Directive-cadre sur l'eau (bassin DCE), est découpée en sous-bassins administratifs, dénommés aussi sous-bassins DCE, qui constituent un niveau intermédiaire d’agrégation entre la masse d'eau et le bassin Directive-cadre sur l'eau. La Charente est découpé en trois sous-bassins : « Vienne-Creuse » et « Loire aval et côtiers vendéens » dans le bassin Loire-Bretagne et « Charente » dans le bassin Adour-Garonne.

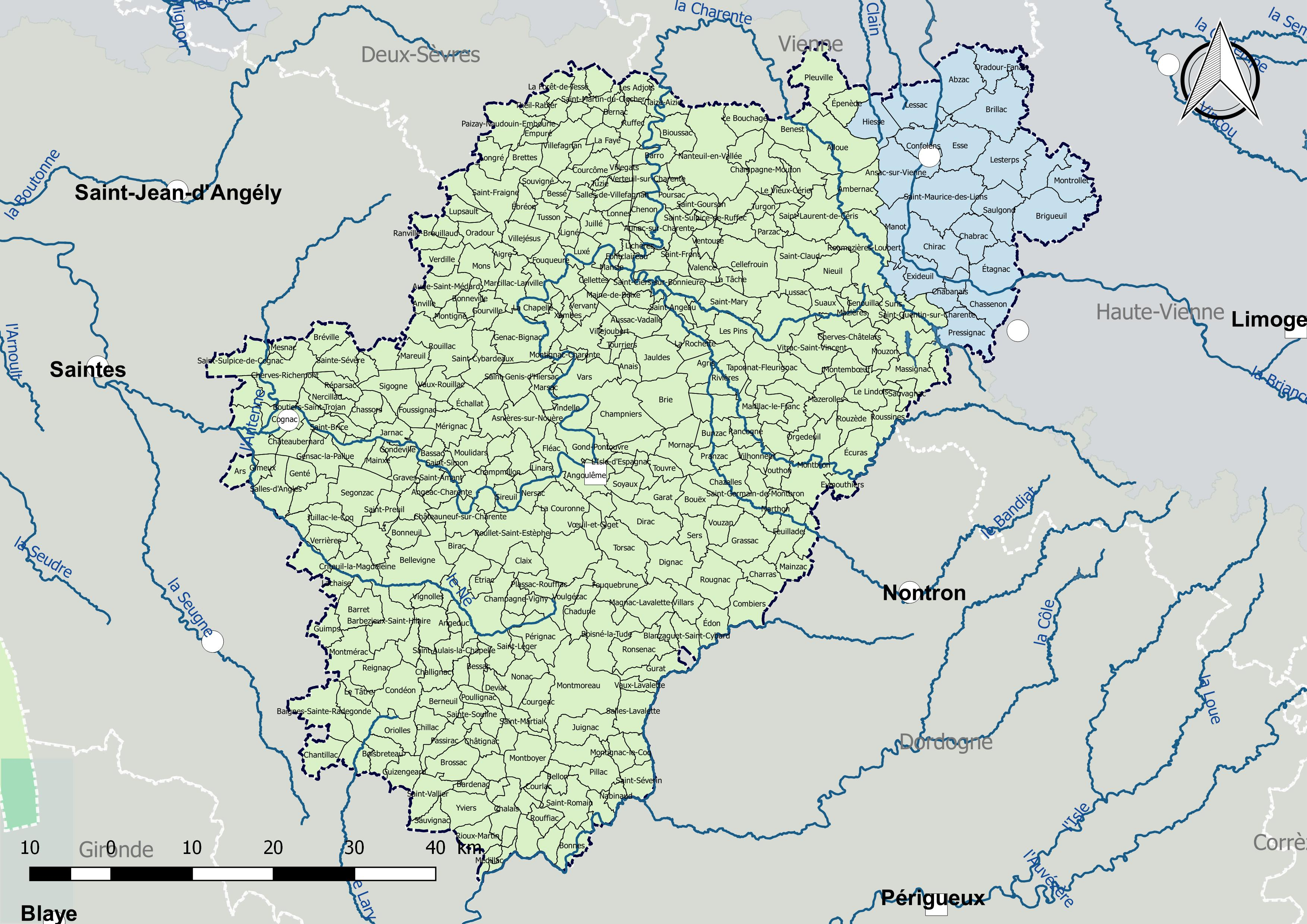
La Charente est découpé en deux bassins DCE : Loire-Bretagne et Adour-Garonne.
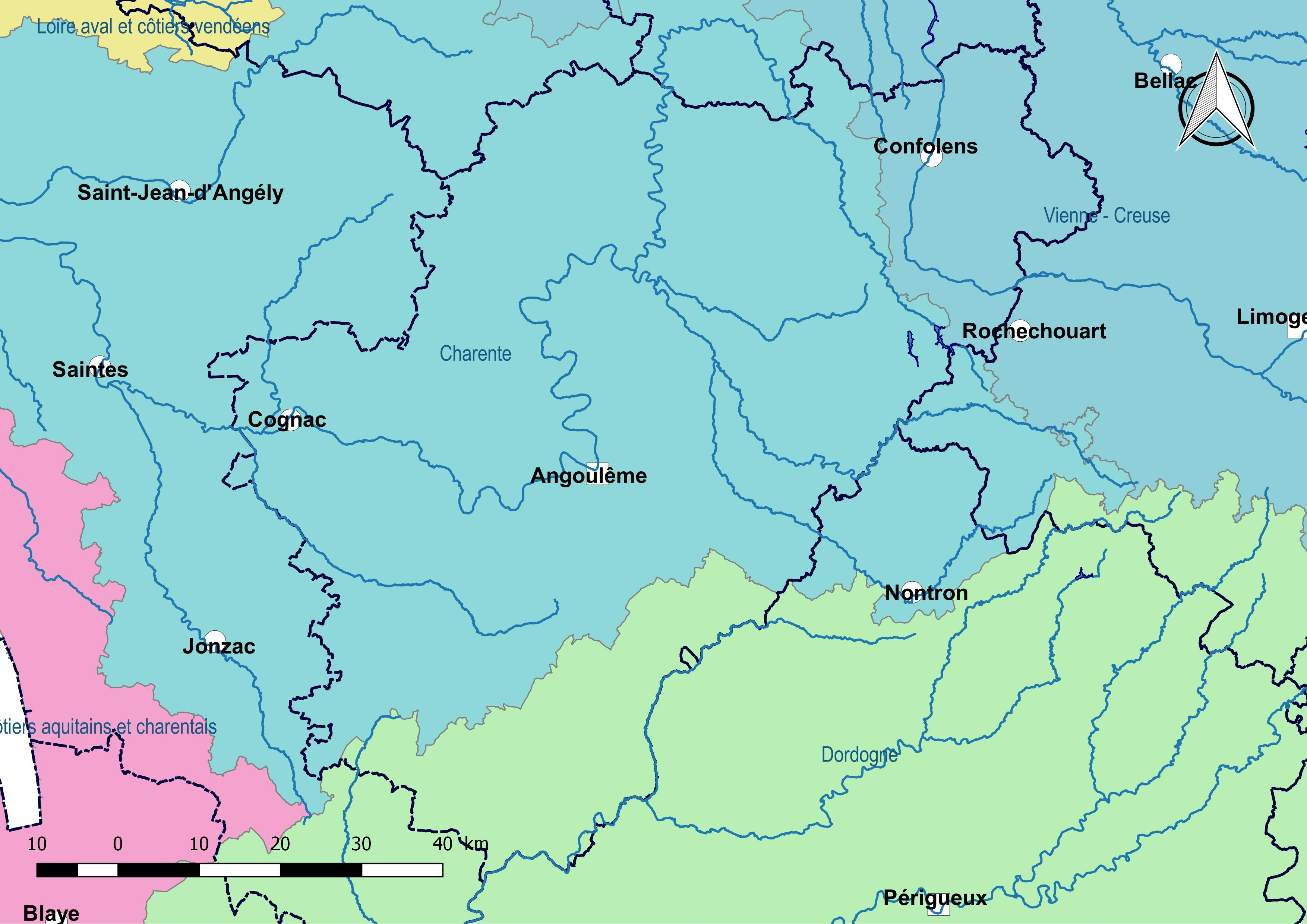
Le département est découpé en trois sous-bassins administratifs : « Vienne-Creuse », « Charente » et « Loire aval et côtiers vendéens ».

### Acteurs
La planification de l’eau s’appuie sur une gouvernance qui fait intervenir différents acteurs que l’on peut schématiquement répartir en quatre groupes : sphère de décision, instances de préparation des décisions, instances techniques et partenaires du bassin associés à la planification. La sphère de décision comprend le comité de bassin et le préfet coordonnateur de bassin.

#### Instances de bassin
Les instances de bassins sont constituées de deux entités :
- le comité de bassin, une instance de concertation qui regroupe différents acteurs, publics ou privés, agissant dans le domaine de l’eau : collectivités, État, usagers, personnes qualifiées, milieux socioprofessionnels et le préfet coordonnateur de bassin. Le département de la Charente dépend, selon les parties de son territoire, des comités de bassins Adour-Garonne et Loire-Bretagne ;
- l'agence de l'eau, un établissement public à caractère administratif de l’État. Le département de la Charente dépend de deux agences de l'eau : Adour-Garonne, dont le siège est à Toulouse et Loire-Bretagne, dont le siège est à Orléans[47].

#### Commissions locales de l'eau
Une Commission locale de l'eau est définie à l'échelle de chaque schéma d'aménagement et de gestion des eaux (SAGE), qui, respectant le schéma directeur d'aménagement et de gestion des eaux (SDAGE), précise les objectifs plus détaillés de l’utilisation de l’eau. Elle est composée de 50 % d’élus, 25 % d’usagers, 25 % d'administrations.

#### Établissements publics territoriaux de bassin
La loi du 30 juillet 2003 relative à la prévention des risques technologiques et naturels et à la réparation des dommages a fait des établissements publics territoriaux de bassin (EPTB) des acteurs officiels de la politique de l'eau à l'échelle d'un bassin versant ou d'un sous-bassin. Leur rôle a été renforcé par la loi sur l'eau et les milieux aquatiques du 30 décembre 2006 et par la loi du 12 juillet 2010 portant engagement national pour l’environnement (Grenelle 2). Leur périmètre doit répondre à la cohérence hydrographique d'un bassin ou d’un sous-bassin hydrographique, sans limite de taille minimum. Ils sont déconnectés des limites administratives des collectivités membres.
L’EPTB Fleuve Charente est compétent sur le territoire de la Charente.

### Planification
La directive-cadre sur l'eau (DCE) du 23 octobre 2000 déploie une logique de planification (les « plans de gestion » que sont les schémas directeurs d’aménagement et de gestion des eaux (SDAGE) en France), associée à une politique de programmation (les « programmes de mesures » - PdM), à l’échelle des grands bassins hydrographiques.

#### Schéma directeur d'aménagement et de gestion des eaux (SDAGE)
Le schéma directeur d'aménagement et de gestion des eaux (SDAGE) est un document de planification dans le domaine de l’eau. Il définit, pour une période donnée de six ans, les grandes orientations pour une gestion équilibrée de la ressource en eau ainsi que les objectifs de qualité et de quantité des eaux à atteindre dans le bassin hydrographique dont dépend le département. Il est établi en application des articles L.212-1 et suivants du code de l’environnement. Le département de la Charente est concerné par les SDAGE Adour-Garonne et Loire-Bretagne.
| SDAGE                | Approbation par le Préfet coordonnateur de bassin | Approbation par le Préfet coordonnateur de bassin |
| SDAGE                | Période 2010-2015                                 | Période 2016-2021                                 |
| -------------------- | ------------------------------------------------- | ------------------------------------------------- |
| SDAGE Adour-Garonne  | 1er décembre 2009                                 | 1er décembre 2015                                 |
| SDAGE Loire-Bretagne | 18 novembre 2009                                  | 18 novembre 2015                                  |

#### Schéma d'aménagement et de gestion des eaux (SAGE)

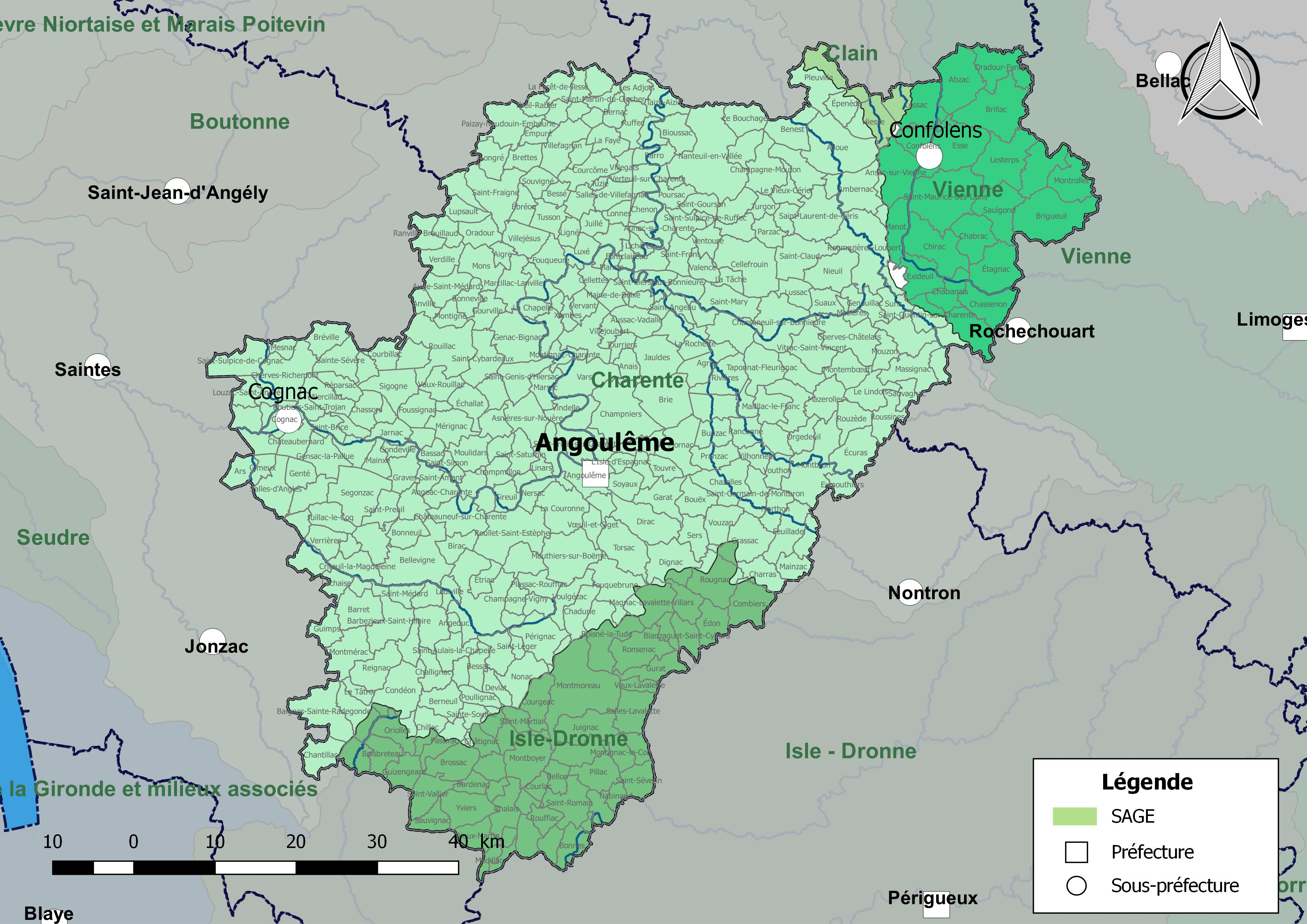
Carte des SAGE concernant la Charente au 1er janvier 2018.

Le schéma d'aménagement et de gestion des eaux (SAGE) est le deuxième niveau de planification, au périmètre plus restreint que le schéma directeur d'aménagement et de gestion des eaux (SDAGE). Il est fondé sur une unité de territoire où s’imposent une solidarité physique et humaine (bassins versants, nappes souterraines, estuaires, …). Il fixe les objectifs généraux, les règles, les actions et moyens à mettre en oeuvre pour gérer la ressource en eau et concilier tous ses usages. Le SAGE est élaboré par une commission locale de l'eau (C.L.E.) composée d’élus, d’usagers et de représentants de l’État. Il doit être approuvé par le Préfet après avis du comité de bassin pour devenir opposable aux décisions publiques. Les SAGE doivent être compatibles avec les orientations du SDAGE en application sur leur territoire.
Dans le département, quatre territoires sont engagés dans une démarche de SAGE, couvrant ainsi la totalité du territoire départemental : « Clain », « Vienne », « Charente » et « Isle-Dronne »,.
| Bassin         | Nom du SAGE  | Phase          | Périmètre fixé le          | Création CLE      | Approuvé le | Superficie | Départements concernés                                                | Nb communes | Nb communes |
| Bassin         | Nom du SAGE  | Phase          | Périmètre fixé le          | Création CLE      | Approuvé le | Superficie | Départements concernés                                                | Total       | Vienne      |
| -------------- | ------------ | -------------- | -------------------------- | ----------------- | ----------- | ---------- | --------------------------------------------------------------------- | ----------- | ----------- |
| Adour-Garonne  | Clain,       | Elaboration    | 27.01.2009                 | 13.01.2010 modif. | --          | 2 882 km2  | Charente , Deux-Sèvres, Vienne                                        | 157         | 4           |
| Adour-Garonne  | Vienne,      | Mise en oeuvre | 30.06.1995                 | 22.09.2008        | 08.03.2013  | 7 060 km2  | Corrèze, Haute-Vienne, Vienne, Charente, Vienne, Indre-et-Loire       | 310         |             |
| Loire-Bretagne | Charente,    | Élaboration    | 18.04.2011 modifié en 2016 | 07.06.2011 modif. | --          | 9 300 km2  | Charente, Charente-Maritime, Dordogne, Charente, Haute-Vienne, Vienne | 709         |             |
| Loire-Bretagne | Isle-Dronne, | Élaboration    | 17.05.2011                 | 01.07.2011 modif. | --          | 7 500 km2  | Haute-Vienne, Corrèze, Dordogne, Charente, Charente-Maritime, Gironde | 497         | 60          |

#### Contrats de rivière
Le troisième niveau de planification est celui du contrat, où les actions sont mises en œuvre concrètement. Un contrat territorial est ainsi un outil de l'Agence de l'eau, mis en place pour cinq ans à l'échelle d'un bassin versant. Il a pour objectifs de réduire les pollutions diffuses et d'entretenir ou restaurer les milieux aquatiques afin d'atteindre le bon état écologique des masses d'eau défini dans le SDAGE. Un contrat de rivière (ou également de lac, de baie, de nappe) est un instrument d’intervention à l’échelle de bassin versant. Il a pour objectif la préservation, la restauration et l'entretien d'une rivière et de son écosystème. Contrairement au SAGE, les objectifs du contrat de rivière n’ont pas de portée juridique, mais constituent un engagement contractuel entre les signataires. Un comité de rivière est chargé de concourir au suivi du contrat de rivière. Lancé en 1981, le dispositif a évolué en 2004. Le contrat de rivière de la Sèvre Nantaise est un des premiers (18 octobre 1984) et avait été précédé d’une opération « rivière propre » en 1972.

#### Contrats territoriaux de milieux aquatiques
Plusieurs contrats territoriaux de milieux aquatiques ont été signés :

## Gouvernance locale

### Acteurs du territoire

#### Services de l'État
La police de l'eau réglemente les installations, ouvrages, travaux ou activités qui peuvent exercer des pressions sur les milieux. Elle est assurée par trois polices spécialisées : la police de l’eau et des milieux aquatiques, la police de la pêche et la police des installations classées. Les acteurs principaux sont :
- la Mission interservice de l'eau et de la nature (ex-Mission interservices de l’eau - MISE) rassemble, sous l'autorité du préfet et le pilotage de la Direction départementale des territoires (DDT), de nombreux services de l'État tels que la Direction régionale de l'environnement, de l'aménagement et du logement (DREAL), la Direction régionale de l'alimentation, de l'agriculture et de la forêt (DRAAF) de la région Nouvelle-Aquitaine, la Direction départementale de la protection des populations (DDPP), l'Office national de la chasse et de la faune sauvage (ONCFS), la gendarmerie ainsi que des établissements publics de l'État : Agence régionale de santé (ARS), les agences de l'eau[72] ;
- l'Office national de l'eau et des milieux aquatiques (Onema) dont l'action se coordonne avec l’ensemble des services des polices de l’eau dans le cadre de conventions avec les préfets ;
- la direction départementale des territoires (DDT) de la Charente est le service unique de police de l'eau du département de la Charente ;
- la gendarmerie et les maires sont compétents pour constater les infractions et les pollutions.

#### Autres organismes
- la Fédération départementale pour la pêche et la protection du Milieu Aquatique Charente (FDPPMA 79) est une association qui coordonne et soutient les actions de 36 associations Agréées pour la Pêche et la Protection du Milieu Aquatique (AAPPMA) responsables de la détention et la gestion des droits de pêche dans le département. Elle promeut et défend la pêche de loisirs en eau douce et participe à la protection et la gestion durable des milieux aquatiques ;
- la Chambre d'agriculture de la Charente met en place avec les agriculteurs des programmes pour la préservation des milieux aquatiques.

### Gestion intercommunale des cours d’eau
Force est de constater que la rivière n’est plus utilisée pour les besoins des riverains, que les travaux d’entretien sont coûteux et que le mode d’occupation des sols ainsi que les pratiques culturales ont été profondément modifiés. Les collectivités territoriales sont dès lors autorisées, mais ce n’est pas une obligation, à se substituer aux riverains pour assurer l’entretien et l’aménagement des cours d’eau non domaniaux lorsque ces travaux présentent un caractère d’intérêt général ou d’urgence (Article L.211-7 Code de l’Environnement). La constitution de syndicats intercommunaux pour l’entretien des rivières garantit la cohérence des interventions, permet de mutualiser les moyens des communes et de bénéficier de subventions publiques. Les communes ont donc été amenées petit à petit à se substituer aux riverains. Elles se sont regroupées en syndicats de rivières et ont pris en charge les travaux sur les cours d’eau non domaniaux.

#### Syndicats de rivières
Les collectivités territoriales peuvent se regrouper et former un syndicat de rivière à vocation unique ou multiple) qui sera compétent géographiquement sur une vallée ou une partie importante de celle-ci, dont l’objet est de mener toutes actions concernant la gestion d’un cours d’eau et de ses affluents (assainissement, restauration des milieux, travaux d’entretien, animation de la politique locale sur ce thème …).
23 syndicats sont compétents dans la gestion et l'aménagement de rivières ou dans un domaine connexe susceptible d'améliorer la qualité des cours d'eau en 2017 dans le département :
- SMAH du Val de Péruse
- SIAH de l’Aume Couture
- SIAH du Bief
- Syndicat Mixte d’Aménagement Hydraulique et Piscicole (SMAHP) de la Charente non domaniale
- SIEAH du Son-Sonnette
- Syndicat Intercommunal d’Aménagement Hydraulique (SIAH) de la Charente Amont
- Syndicat Intercommunal (SI) du Goire, de l’Issoire et de la Vienne en Charente Limousine
- SIAH de la Bonnieure
- Syndicat Intercommunal à Vocations Multiples (SIVOM) Vienne - Gorre (87)
- SIAH de la Guirlande
- SIAH de la Nouère
- SIAHP de la Tardoire
- Syndicat Intercommunal d’Aménagement Hydraulique et Piscicole (SIAHP) de la Touvre
- SIAH du Bandiat
- SIAH des Eaux Claires
- SIAH de l’Echelle
- SIAH de la Charraud
- SIAH du Claix
- SIAH de la Boëme
- SIAH de la Lizonne
- SIAH du Trèfle
- SIAH du Né
- SIAH du Sud Charente Bassins Tude - Dronne

Ces 23 syndicats intercommunaux d’aménagement hydraulique sont regroupés au sein du syndicat Charente-Eaux qui assure une mission d’appui technique et d’animation territoriale auprès des différents membres.

#### Intercommunalités et GEMAPI
Depuis le 1er janvier 2018 et en application de la loi de modernisation de l'action publique territoriale et d'affirmation des métropoles (Maptam) promulguée le 27 janvier 2014, une nouvelle compétence exclusive et obligatoire de « gestion des milieux aquatiques et de prévention des inondations » (GEMAPI) (essentiellement articles 56 à 59) est dévolue aux communes ou, en lieu et place des communes, par les établissements publics de coopération intercommunale à fiscalité propre (EPCI-FP). Les communes ou EPCI-FP pourront adhérer à des syndicats mixtes et leur transférer tout ou partie de la compétence. Les missions relatives à la GEMAPI sont définies dans l'article L. 211-7 du Code de l'environnement, il s’agit de :
- l’aménagement d’un bassin ou d’une fraction de bassin hydrographique ;
- l’entretien et l’aménagement d’un cours d’eau, canal, lac ou plan d’eau, y compris leurs accès ;
- la défense contre les inondations et contre la mer ;
- la protection et la restauration des sites, des écosystèmes aquatiques et des zones humides ainsi que des formations boisées riveraines.

## Entretien et aménagement

### Entretien des cours d'eau

#### Réglementation
D’un point de vue réglementaire, la loi sur l'eau et les milieux aquatiques du 30 décembre 2006 (LEMA) a modifié la définition de l’entretien d’un cours d’eau fixée à l’article L.215-14 du code de l’environnement. Selon cet article, l’entretien régulier a pour objet « de maintenir ce cours d’eau dans son profil d’équilibre, de permettre l’écoulement naturel des eaux et de contribuer à son bon état écologique ou, le cas échéant, à son bon potentiel écologique, notamment par enlèvement des embâcles, débris et atterrissements, flottants ou non, par élagage ou recépage de la végétation des rives ». Les travaux susceptibles d’être engagés pour procéder à l’entretien sont strictement encadrés (articles L. 215-14 et R.215-2 du code de l’environnement) et doivent correspondre notamment à l'enlèvement des embâcles, débris et atterrissements, flottants ou non, l'élagage ou le recépage de la végétation des rives,. Selon leur nature, les travaux d'entretien sont soumis à autorisation ou déclaration.

### Aménagement des cours d'eau
L'aménagement des cours d'eau comprend, entre autres :
- la réalisation d'infrastructures et de bâtiments (travaux routiers, zone d’aménagement concertée..)
- la protection de berges
- la restauration hydro-morphologique des cours d’eau, c’est-à-dire de ses profils en long et en travers et de son tracé planimétrique : capture, méandres, etc.
- la restauration de la continuité écologique, c’est-à-dire la possibilité de circulation des espèces animales et le bon déroulement du transport des sédiments.

Selon leur nature, les travaux d'aménagement sont soumis à autorisation ou déclaration.

## Pêche et peuplements piscicoles

### Droit de pêche et associations de pêche
Le propriétaire riverain a le droit de pêche jusqu’à la limite de sa propriété (milieu de cours d’eau) sous réserve de disposer d’une carte de pêche (L. 435-4 et R435-34 à 39 du code de l’Environnement). S’il le souhaite, le propriétaire peut signer un bail de pêche avec une association (exemple l'AAPPMA) ou la fédération de pêche départementale. En donnant le droit de pêche, qui ne le dessaisit pas lui-même de ce droit, il doit laisser un accès aux pêcheurs membres de cette association. En 2018, il y a 30 associations agréées de Pêche et de Protection du Milieu Aquatique (AAPPMA). Tout pêcheur non propriétaire riverain doit avoir acquis une carte de pêche pour la saison d'exercice. Celle-ci constitue avant tout un droit d’accès et d’exercice sur les territoires autorisés.

### Classement et peuplements piscicoles
La catégorie piscicole est un classement juridique des cours d'eau en fonction des groupes de poissons dominants. Un arrêté réglementaire préfectoral permanent reprend l’ensemble des dispositions applicables en matière de pêche dans le département de la Charente en les différenciant selon les catégories piscicoles. Ces dispositions sont reprises sur le site de la fédération de pêche de la Charente.

#### Cours d'eau de première catégorie
Un cours d'eau est déclaré de première catégorie lorsque le peuplement piscicole dominant est constitué de salmonidés (truite, omble chevalier, ombre commun, huchon). Si elles sont naturellement présentes (et non issues de réempoissonnements successifs), ces espèces sont réputées être de bons bioindicateurs. Elles sont en général accompagnées par d'autres petits poissons (vairon, chabot, etc). Ce type de cours d'eau est souvent qualifié de « rivière à truites ». En Charente, les cours d'eau classés en première catégorie sont les suivants.
- l'Ysonne, le Lien, l'Argentor, la Sonnette-de-Baulieu, la Bonnieure, la Tardoire, le Bief, l'Aume, l'Argence, la Touvre, la Charrau, la Boême, la Nouère, le Soloire, l'Antenne, le Ri-de-Gensac, la Charente pour la partie formant limite avec le département de la Vienne, située en amont du Pont-de-l'Isle (commune de Taizé-Aizie), le ruisseau d'Auge, les Eaux-Claires, la Velude ;
- la Grêne ; la Soulaine ; le Goire ; l'Issoire ; le ruisseau de Mons ;
- le Voultron ;
- le Petit Trèfle, affluent du Trèfle ;
- les affluents et sous-affluents des cours d'eau ou portions de cours d'eau situés dans le département et désignés ci-dessus, à l'exception du Bandiat (affluent de la Tardoire).

#### Cours d'eau de deuxième catégorie
Pour un cours d'eau de deuxième catégorie, l'espèce biologique dominante est constituée essentiellement de poissons blancs (cyprinidés) (donc rivière cyprinicole) et de carnassiers (brochet, sandre et perche). Depuis les années 1990 ce type de rivières est également peuplé de silures. En Charente, les cours d'eau classés en deuxième catégorie sont tous les cours d'eau qui ne sont pas classés en première catégorie.

## Continuité écologique

### Notion de continuité écologique
La continuité d’un cours d’eau est une notion introduite en 2000 par la Directive cadre européenne sur l'eau. En droit français, l'article R214-109 du code de l'environnement définit la notion d'obstacle à la continuité écologique. A contrario, la continuité écologique est obtenue en supprimant ou limitant ces obstacles et doit permettre d'assurer :
- la libre circulation des organismes aquatiques et leur accès aux zones indispensables à leur reproduction, leur croissance, leur alimentation ou leur abri ;
- le transport naturel des sédiments de l’amont à l’aval des cours d’eau.
- les connexions latérales avec les réservoirs biologiques et en assurer leur bonne hydrologie

Le défaut de continuité écologique peut être la conséquence de la présence d'ouvrages en travers des cours d'eau, mais aussi d'ouvrages coupant les connexions latérales. En plus de constituer une entrave à la circulation des poissons, la fragmentation des cours d'eau affecte les capacités d'adaptation des espèces aux changements climatiques, induit des perturbations du fonctionnement des écosystèmes aquatiques et réduit l'efficacité des services rendus par les écosystèmes.

### Classement des cours d'eau

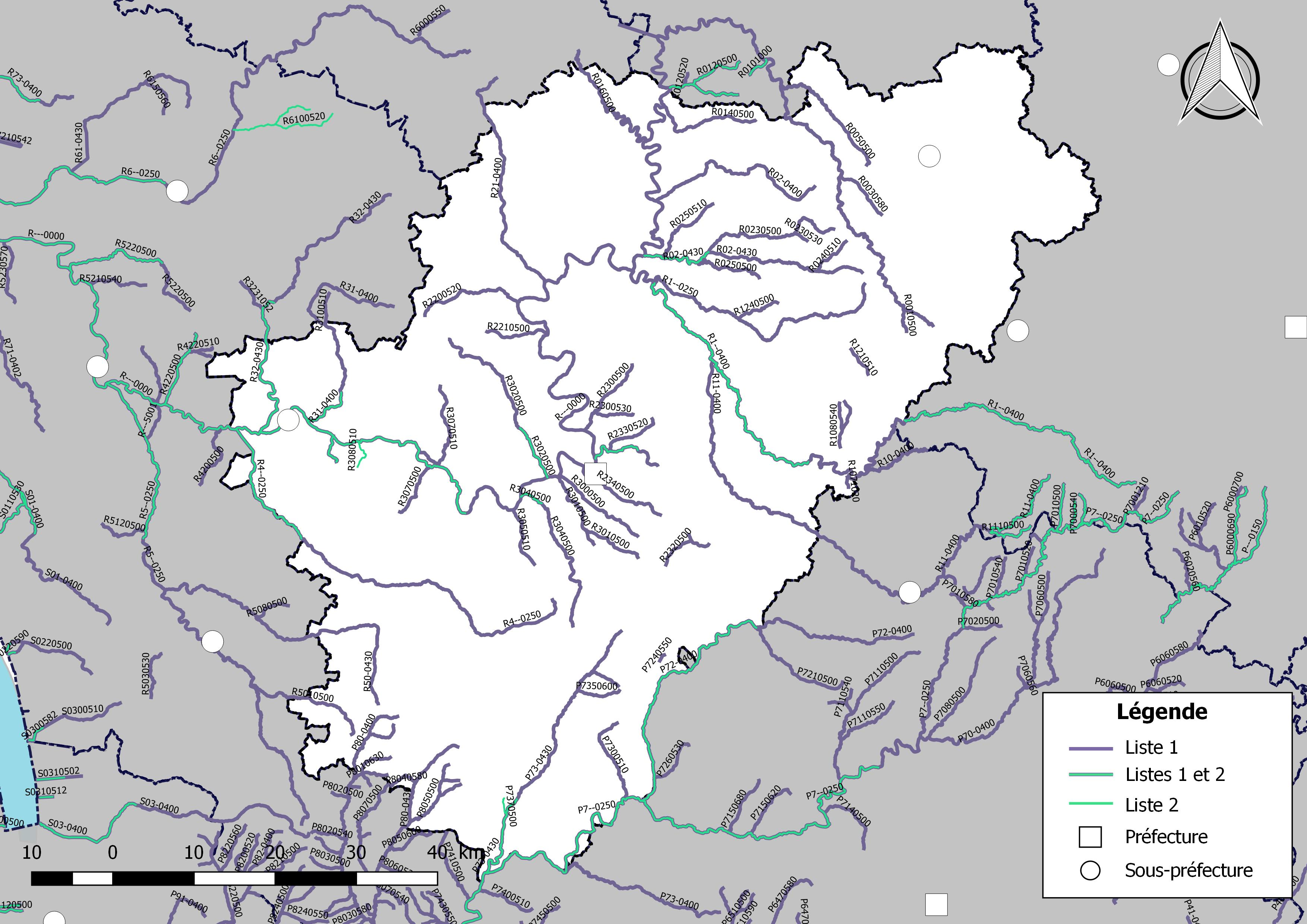
Carte des cours d'eau de la Charente situés dans bassin Adour-Garonne classés au titre de l'article L. 214-17 du Code de l’Environnement. Les cours d'eau sont indiqués par leur code hydro. Leur nom peut être retrouvé via les arrêtés du 7 octobre 2013, ou via le système d'information du Sandre.

Depuis plus d'un siècle, des rivières sont classées pour bénéficier de mesures de protection particulières. Ces classements de cours d'eau, outils réglementaires, ont été établis afin de limiter l'impact des ouvrages construits en travers des cours d'eau sur la circulation piscicole. Avant 2006, deux catégories distinguaient certains cours d'eau en fonction de leur état et de la volonté de préserver et restaurer la continuité écologique : les rivières classées et les rivières réservées.
À partir de 2006, les critères de classement des cours d’eau ont été adaptés aux exigences de la directive cadre sur l’eau avec la loi sur l'eau et les milieux aquatiques (LEMA) du 30 décembre 2006 et le décret n° 2007-1760 du 14 décembre 2007. Pour atteindre l’objectif de bon état des eaux, les dispositifs antérieurs sont réformés pour intégrer l’ensemble des composantes de la continuité écologique. Deux listes de classement sont définies pour chacun des bassins hydrographiques (Article L. 214-17 du Code de l’Environnement). Les éléments de cadrage nécessaires pour l’établissement de ces nouveaux classements, qui seront arrêtés par les préfets coordonnateurs de bassin sur la base des propositions des préfets de département sont définis dans la circulaire du 6 février 2008. Le délai ultime pour procéder à la première refonte des classements était le 1er janvier 2014. Pour les cours d'eau du bassin Loire-Bretagne, les nouveaux arrêtés de classement ont été publiés le 10 juillet 2012, et pour le bassin Adour-Garonne le 7 octobre 2013,.
En synthèse, ces listes s'inscrivent dans deux logiques différentes selon l'état initial de la rivière : préserver et/ou restaurer, :
| Liste   | Objectifs | Conséquences |
| ------- | --- | --- |
| Liste 1 | Préserver les cours d’eau ou parties de cours d’eau : - en très bon état écologique, - « réservoirs biologiques », dotés d’une riche biodiversité jouant le rôle de pépinière, - nécessitant une protection complète des poissons migrateurs. | Interdiction de construire tout nouvel obstacle à la continuité écologique quel qu’en soit l’usage. Des prescriptions de maintien de la continuité écologique pour tout renouvellement de concession ou d'autorisations. |
| Liste 2 | Restaurer la continuité écologique sur les cours d’eau en assurant le transport suffisant des sédiments et la circulation des poissons. | Obligation de mise en conformité des ouvrages dans les 5 ans après publication de la liste. |

## Prévention des inondations

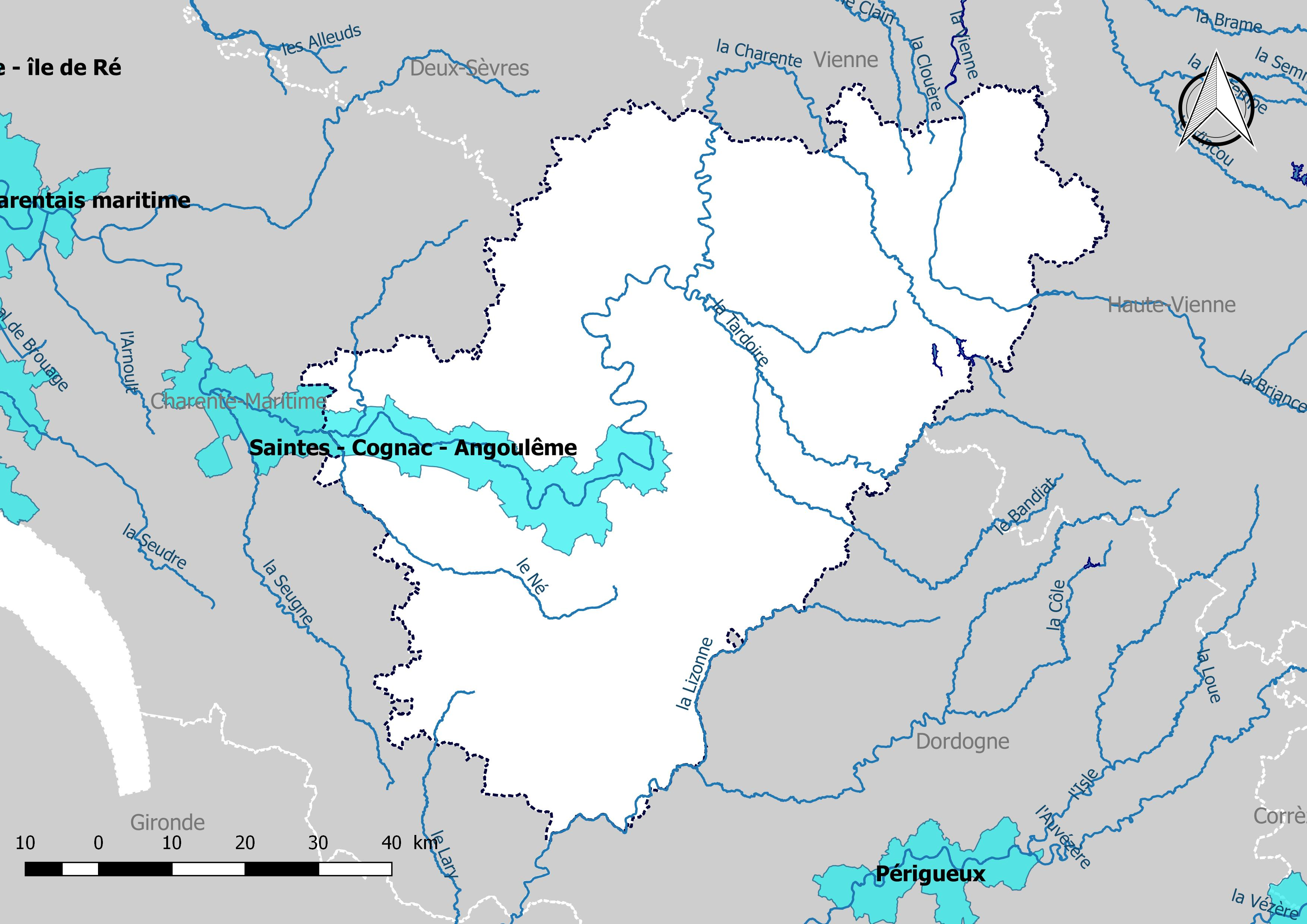
Le TRI Saintes Cognac Angouleme comprend 42 communes localisées dans la vallée de la Charente.

Le risque d'inondation est un des risques majeurs susceptibles d'affecter le département de la Charente. Il se caractérise par la possibilité qu'un aléa de type inondation se produise et occasionne des dommages plus ou moins importants aux personnes, aux biens ou à l'environnement sur le territoire départemental.
La Charente et la Dronne provoquent des inondations de plaines prévisibles et de longue durée. La Vienne a un caractère semi-torrentiel. Ses crues sont prévisibles et de courte durée.

### Communes inondables
227 communes sont reconnues comme vulnérables au risque d'inondation et ont fait l'objet d'un atlas des zones inondables.

### Territoire à risques importants d'inondation Saintes-Cognac-Angoulême
La Directive inondation du 23 octobre 2007 vise à créer un cadre commun permettant d'évaluer et de réduire les risques d'inondation sur le territoire de l'Union européenne et donc réduire les disparités de prise en compte et de traitement du phénomène inondation selon les États membres et favoriser la coopération transfrontalière. Elle comprend trois étapes : évaluation préliminaire, cartographie, plan de gestion. L'évaluation préliminaire des risques d'inondation (EPRI) réalisée en 2011 sur le district Adour-Garonne, a permis de déterminer les enveloppes approchées des inondations potentielles (EAIP) « cours d'eau et ruissellements » et « submersions marines » et de sélectionner en 2012 un Territoire à risques importants d'inondation dénommé Saintes-Cognac-Angoulême.
Ce territoire couvre 42 communes, dont 31 dans le département de la Charente : Gond-Pontouvre, Saint-Yrieix-sur-Charente, Angoulême, Fleac, Saint Michel, La Couronne, Nersac, Linars, Trois-Palis, Sireuil, Roullet-Saint-Estèphe, Mosnac, Châteauneuf-sur-Charente, Angeac-Charente, Vibrac, Saint-Simon, Graves-Saint-Amant, Bassac, Triac-Lautrait, Saint-Même-les-Carrières, Gondeville, Jarnac, Mainxe, Bourg-Charente, Saint-Brice, Boutiers-Saint-Trojan, Châteaubernard, Cognac, Merpins, Javrezac, Saint-Laurent-de-Cognac.
La Stratégie Locale de Gestion des Risques d'inondation (SLGRI) du territoire Saintes-Cognac-Angoulême a été adoptée par le comité de pilotage de l'EPTB Charente le 29 juin 2016. Cette stratégie s’articule autour de 5 objectifs majeurs :
- Aider les maîtrises d’ouvrage à se structurer et à mettre en œuvre les programmes d’actions en déclinaison des objectifs de la SLGRI
- Améliorer la connaissance et la culture du risque inondation en mobilisant tous les acteurs concernés
- Améliorer la préparation et la gestion de crise et raccourcir le délai de retour à la normale des territoires sinistrés
- Aménager durablement le territoire par une meilleure prise en compte du risque inondation dans le but de réduire sa vulnérabilité
- Gérer les capacités d’écoulement, restaurer les zones d’expansion des crues et mettre en œuvre les principes du ralentissement dynamique pour ralentir les écoulements

Elle est ensuite déclinée en objectifs opérationnels.

### Plans de prévention des risques
Les plans de prévention des risques naturels prévisibles (PPR) délimitent les zones exposées aux risques et définissent des règles d’urbanisme, de construction et de gestion applicables au bâti existant ou futur. L’objectif est de réduire la vulnérabilité des territoires, des biens et des personnes.
113 communes sont couvertes par un plan de prévention au risque d'inondation dans le dossier départemental des risques majeurs de la Charente.
| Cours d'eau         | Nom du PPRI                                       | Plan initial approuvé le | Révision     | Révision     | Nb com. | Liste des communes |
| Cours d'eau         | Nom du PPRI                                       | Plan initial approuvé le | Prescrite le | Approuvée le | Nb com. | Liste des communes |
| ------------------- | ------------------------------------------------- | ------------------------ | ------------ | ------------ | ------- | --- |
| Charente            | Bassin de la Charente - Agglomération d'Angoulême | 31.08.2000               | 23.11.2011   | 11.05.2015   | 5       | Angoulême - Fléac - Gond-Pontouvre - Saint-Michel - Saint-Yrieix-sur-Charente |
| Charente            | Bassin de la Charente - Agglomération de Cognac   | 31.08.2000               |              |              | 7       | Boutiers-Saint-Trojan - Châteaubernard - Cognac - Javrezac - Merpins - Saint-Brice - Saint-Laurent-de-Cognac |
| Charente            | Bassin de la Charente - Agglomération de Jarnac   | 20.11.2000               |              |              | 7       | Saint-Laurent-de-Cognac - Bourg-Charente - Gensac-la-Pallue - Gondeville - Jarnac - Julienne - Mainxe - Triac-Lautrait |
| Charente            | Bassin de la Charente (de Montignac à Mansle)     | 7.08.2001                |              |              | 14      | Ambérac - Bessé - Cellettes - Coulonges - Fontenille - Fouqueure - Genac-Bignac - La Chapelle - Luxé - Marcillac-Lanville - Saint-Genis-d'Hiersac - Saint-Groux - Villognon - Vouharte                                                                            |
| Charente            | Vallée de la Charente (de Montignac à Balzac)     | 7.08.2001                |              |              | 6       | Balzac - Marsac - Montignac-Charente - Saint-Amant-de-Boixe - Vars - Vindelle |
| Charente            | Vallée de la Charente (de Linars à Bassac)        | 8.02.2002                |              |              | 15      | Angeac-Charente - Bassac - Châteauneuf-sur-Charente - Champmillon - Graves-Saint-Amant - Linars - Mosnac - Nersac - Roullet-Saint-Estèphe - Saint-Même-les-Carrières - Saint-Simeux - Saint-Simon - Sireuil - Trois-Palis - Vibrac                                |
| Bandiat             | Vallée du Bandiat                                 | 15.03.2002               |              |              | 7       | Bunzac - Chazelles - Feuillade - Marthon - Pranzac - Saint-Germain-de-Montbron - Souffrignac |
| Tardoire - Bandiat  | Vallée de la Tardoire/Vallée du Bandiat           | 2.10.2002                |              |              | 15      | Agris - Coulgens - Écuras - Eymouthiers - Montbron - Rancogne - Rivières - La Rochefoucauld - La Rochette - Val-de-Bonnieure - Saint-Ciers-sur-Bonnieure - Saint-Projet-Saint-Constant - Saint-Sornin - Vilhonneur - Vouthon                                      |
| Charente - Argentor | Vallée de la Charente et de l'Argentor            | 9.12.2002                |              |              | 20      | Aunac-sur-Charente - Barro - Bassac - Bioussac - Champagne-Mouton - Chazelles - Chenon - Condac - Fontclaireau - Lichères - Mansle - Mouton - Moutonneau - Nanteuil-en-Vallée - Poursac - Puyréaux - Ruffec - Saint-Georges - Taizé-Aizie - Verteuil-sur-Charente |
| Vienne              | Vallée de la Vienne                               | 29.08.2003               |              |              | 13      | Abzac - Ansac-sur-Vienne - Chabanais - Chassenon - Chirac - Confolens - Esse - Étagnac - Exideuil - Lessac - Manot - Saint-Georges - Saint-Maurice-des-Lions |
| Aume                | Vallée de l'Aume et Couture                       | 11.03.2016               |              |              | 3       | Aigre - Oradour - Villejésus - Saint-Sulpice-de-Cognac - Chalais |
| Tude                | Vallée de la Tude                                 | 11.07.2016 (prescr.)     |              |              | 1       | Chalais |
| Anguienne           | Vallée de l'Anguienne                             | 15.10.2015 (prescr.)     |              |              | 1       | Angoulême - Dirac - Garat - Soyaux |

### Observatoires
- Site de l'observatoire de la continuité écologique|
- Atlas cartographique des zones humides - Réseau Partenarial des Données sur les Zones Humides.
- « Portail cartographique de l'environnement et de la ressource en eau en région Nouvelle-Aquitaine », Agence Régionale de la Biodiversité Nouvelle-Aquitaine, avec en particulier la « cartographie des cours d'eau »
- Cartographie des arrêtés sècheresse
- Observatoire national des étiages
- Observatoire régional de l'environnement en Poitou-Charente (ORE)
- le fleuve Charente et ses affluents